# Ludovisijev Ares
Ludovisijev Ares je antoninska rimska marmorna skulptura Marsa iz 2. stoletja n. št., lepa kopija grškega izvirnika iz poznega 4. stoletja pr. n. št., povezana s Scopasom ali Lizipom: tako rimski bog vojne dobi svoje grško ime Ares.
Ares / Mars je upodobljen kot mlad in golobrad ter sedeč na trofeji orožja, medtem ko mu Eros igra okoli njegovih nog in opozarja na dejstvo, da je bog vojne v trenutku počitka predstavljen kot predmet ljubezni. Poznavalec iz 18. stoletja Johann Joachim Winckelmann, mož z izurjenim očesom za moško lepoto, se je ob pisanju kataloga Ludovisijeve zbirke, zdel Ludovisijev Ares najlepši Mars, ohranjen iz antike.
Skulptura, ki so jo ponovno odkrili leta 1622, je bila očitno prvotno del Marsovega templja (ustanovljenega leta 132 pr. n. št. v južnem delu Campus Martiusa ), od katerega je ostalo le malo sledi, saj so jo našli blizu mesta cerkve sv. San Salvatore in Campo. Pietro Santi Bartoli je v svojih zapiskih zapisal, da so ga našli v bližini Palazzo Santa Croce v Rione Campitelli med kopanjem odtoka. (Haskell in Penny 1981:260) Skulptura se je znašla v zbirki, ki jo je oblikoval kardinal Ludovico Ludovisi (1595–1632), nečak papeža Gregorja XV., v čudoviti vili in vrtovih, ki jih je zgradil blizu Porta Pinciana, na mestu, kjer sta Julij Cezar in njegov dedič Oktavijan (Cezar Avgust) imela svojo vilo. Skulpturo je rahlo obnovil mladi Bernini, ki ji je oplemenitil površine in diskretno opremil desno nogo; verjetno je bil v veliki meri odgovoren za Kupida, ki je bil izpuščen iz G. F. Susinijeve bronaste replike in iz odtisov skulpture v Maffeijevi antologiji.
Skulptura je bila senzacionalna najdba. Njegovo manjšo bronasto repliko je izdelal G. F. Susini, dedič in pomočnik svojega bolj znanega strica Antonia Susinija, ko je v 1630-ih obiskal Rim in kopiral več marmorjev iz Ludovisijeve zbirke; bron Ludovisijevega Aresa je v  Ashmolovem muzeju v Oxfordu. Kasneje je bil Ludovisijev Ares ena od predstavljenih starin, ki so jih lahko videli na Grand Tour. Na primer, portret angleškega turista Johna Talbota (kasneje 1. Earla Talbota) Pompea Batonija ga prikazuje poleg kipa, da bi prikazal svojo kulturo in pokazal svoje poznavanje velikih umetniških del. Najti je bilo tudi cenejše upodobitve: sin Gian Battiste Piranesija, Francesco, je leta 1783  naredil gravuro v Ludovisijevi vili. Odlitki Ludovisijevega Aresa so se znašli v zgodnjih muzejskih zbirkah, kot je kopenhagenska Gliptoteka  in so vplivali na več generacij neoklasicističnih in akademskih študentov.
Leta 1901 je morebitni dedič, princ Boncompagni-Ludovisi, prinesel Ludovisijeve starine na dražbo. Italijanska država je kupila 96 predmetov, ostali pa so razpršeni po muzejih Evrope in ZDA. Ares je shranjen v oddelku Narodnega muzeja Terme, ki je v Palazzo Altemps v Rimu.
Upodobitev kipa se uporablja kot emblem grškega atletskega kluba Aris iz Soluna.

## Datiranje in interpretacija
Od tipa kipa, ki je soroden sedečemu in eno koleno klečečemu Aresu s partenonskega friza, obstaja samo še ena replika telesa v Narodnem arheološkem muzeju v Neaplju, medtem ko je bila glava pogosto kopirana in včasih povezana tudi z drugimi tipi kipa. Pri kakovosti kopije ima prednost trup v Neaplju, za najboljšo repliko glave pa velja Aresova glava v Gliptoteki v Münchnu. Na trupu v Neaplju ni sledu druge figure, ki bi torej lahko bila sestavina prepisovalca. Poleg tega steber služi kot sedež v Neaplju; znak manjka, vendar bi lahko bil pritrjen.
Datacija izvirnika se na splošno spreminja med letom 330 pr. in začetek 3. stoletja pr. n. št. Odvisno od datuma je vrsta kipa običajno povezana z Lizipovo, Skopasovo šolo ali Praksitelovim okoljem. Camillo Praschniker je odstopal od tega, vendar s poznoklasično-zgodnjehelenističnim datiranjem in interpretacijo kipa kot Aresa, predlagal pripisovanje kiparju Pistonu, o katerem Plinij Starejši poroča, da je ustvaril Marsa in Hermesa, kar je mogoče viden v templju Concordia v Rimu.  Johannes Sieveking je kip povezal s Parisom, ki je bil izročen za Evfranorja. V isti mitološki kontekst je Steven Lattimore postavil kip, za katerega je predlagal interpretacijo kot Ahila in s kipom, ki ga je Plinij izročil iz roke poznega 4. stoletja pr. n. št. kiparja Silaniona,  kar je še treba upoštevati kot možnost.
Joseph Fink in Filippo Coarelli sta zasledovala povsem drugačna pristopa. Coarelli povezuje kip z Marsovim templjem, ki ga je na južnem delu Marsovega polja postavil Decim Junij Brut Kalaik in v izvirniku prepoznava podobo mlajšega Scopasa iz 2. stoletja pr. n. št., ki je ustvaril kipe templja. Ker Ludovisijevemu Aresu manjka kolosalna narava, ki jo je Plinij predal za kultno podobo Scopasa, je bilo to izključeno. Kljub temu je kip naslovljen tudi kot Mars in že Adolf Furtwängler ga je videl kot pomanjšano kopijo kultnega kipa Marsa in circo, ki ga je pripisal starejšemu Skopasu. Joseph Fink je že leta 1964 trdil, da je delo eklektična stvaritev zgodnjega 1. stoletja pr. n. št. V tipu kipa je videl kombinacijo pozne helenistične glave z elementi iz 5. in 4. stoletja pr. n. št. in poznoklasični torzo iz Lizipovega okolja.

## Galerija
- Ares (desno) na vzhodnem frizu Partenona
- "Ludovisijev Ares" pred citadelo Spandau (Berlin)
- "Počivajoči Mars" na Marswiese (Dunaj)